# Стиропор
Стиропор је изолациони материјал, који се пре свега користи за топлотну, али и за звучну изолацију. Основни назив овог материјала је експандирани полистирен, док га је компанија БАЕСФ 1951. године патентирала под трговачким називом Стиропор.
Производи се из малих гранула полистирена које су налик експандираном пиринчу (рижи), један од производа нафте, у себи има пентана и испоручује се произвођачима у картонским кутијама споља и изнутра врећама како пентан да не би одлазио у околину. У предекспандеру грануле сировине помоћу паре експандирају повећавајући свој волумен 20 до 40 пута. Из предкспандера излазе грануле стиропора (или „кокице”) које су одређене просторне тежине и величине. Из преекспандера, кокице, иду у силосе, где би требало да се држе од 6 до 24 сата. После тога кокице се испуштају у посебне блок форме где се под великом количином паре сузбију и тако настаје блок одређене величине и килаже у зависности од величине блок форме. Такав готови блок се одлаже у складиште где би требало да одлежи 7-45 дана јер се за то време охлади, стабилизује и могу да се режу а да се плоче не савијају. Блокови су обично 0,5-1 м3 могу бити и већи у зависности од величине блок форме.
Стиропор се најчешће користи као топлотна изолација на кућама и другим стамбеним објектима, као заштитна амбалажа за паковање различитих производа, а може се користити и у друге сврхе. Стиропор плаве боје, први пут је произвело америчко предузеће Dow Chemical Company.